# Cratere Aristarchus

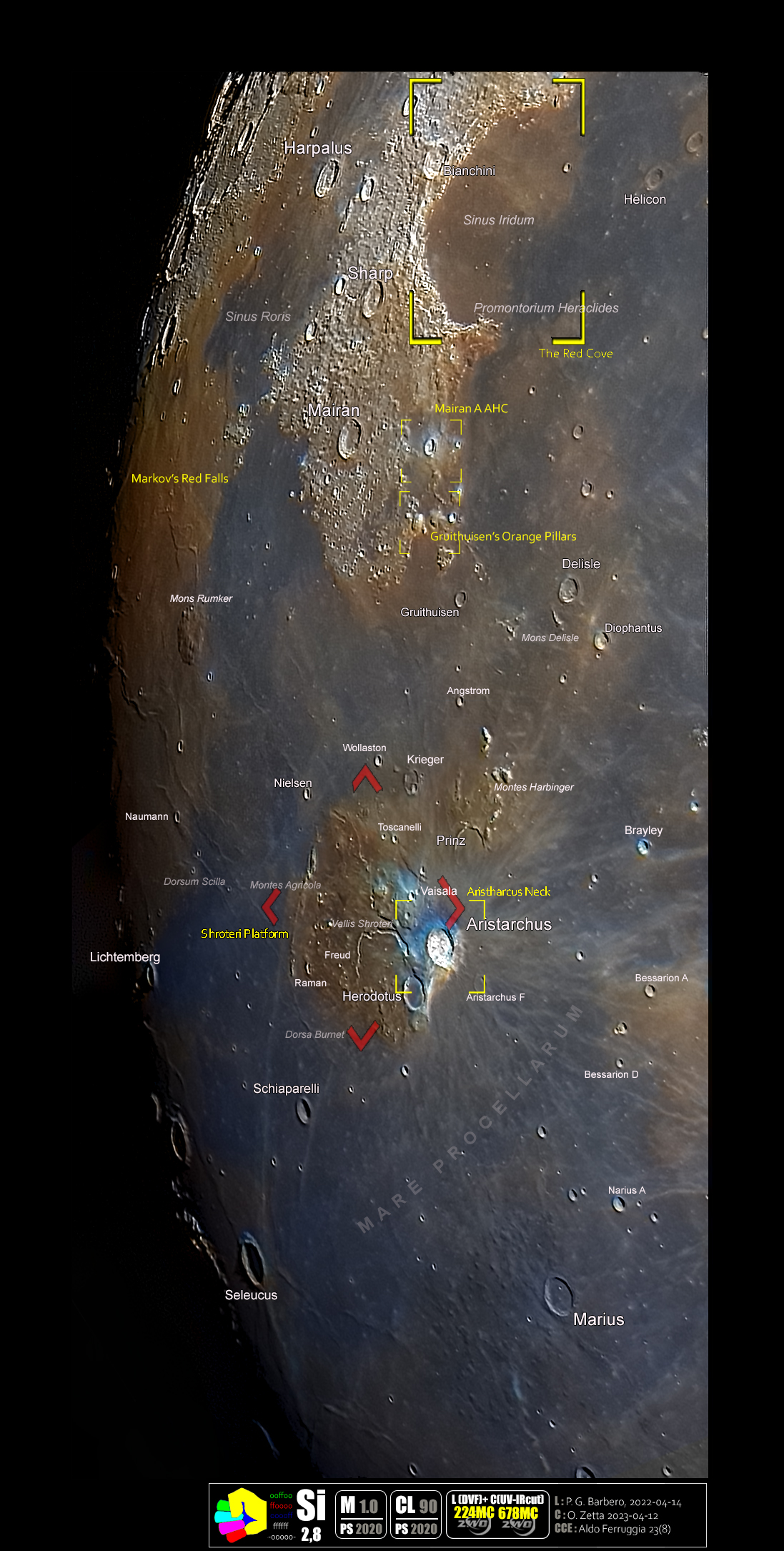
Immagine dell'area di Aristharcus in formato Si con alcuni reperi selenocromatici (in giallo i normali, in rosso i piroclastici).

Aristarchus, o anche nella forma italianizzata Aristarco, è un prominente cratere lunare da impatto situato a nord-ovest della faccia visibile della Luna. È considerata la più chiara tra le grandi formazioni sul suolo lunare, con un'albedo maggiore del doppio della maggior parte delle altre formazioni. Il cratere è chiaro abbastanza da essere visibile ad occhio nudo e ancor più attraverso l'uso di un telescopio. È ancora più facile identificarlo quando gran parte della superficie lunare è illuminata dal riflesso della Terra.
Il cratere è situato sull'altopiano di Aristarco, un'area sopraelevata che contiene diverse formazioni di origine vulcanica, come rime sinuose. La zona è anche conosciuta per il gran numero di fenomeni lunari transitori documentati, come ad esempio le recenti emissioni di gas Radon misurate dalla sonda Lunar Prospector.
Il cratere Aristarco è così chiamato in onore dell'astronomo greco Aristarco di Samo; il nome gli fu dato dal cartografo italiano Giovanni Riccioli che nella sua opera Almagestum novum, pubblicata nel 1651, diede alle formazioni identificabili da telescopio (più tardi chiamate “crateri”) eponimi di famosi astronomi e filosofi. Nonostante, infine, fosse già stato ampiamente adottato e condiviso, il nome divenne ufficiale soltanto dopo il voto dell'Assemblea Generale IAU del 1935.

## Selenografia

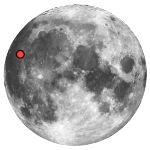
Posizione del cratere Aristarco sul disco lunare.

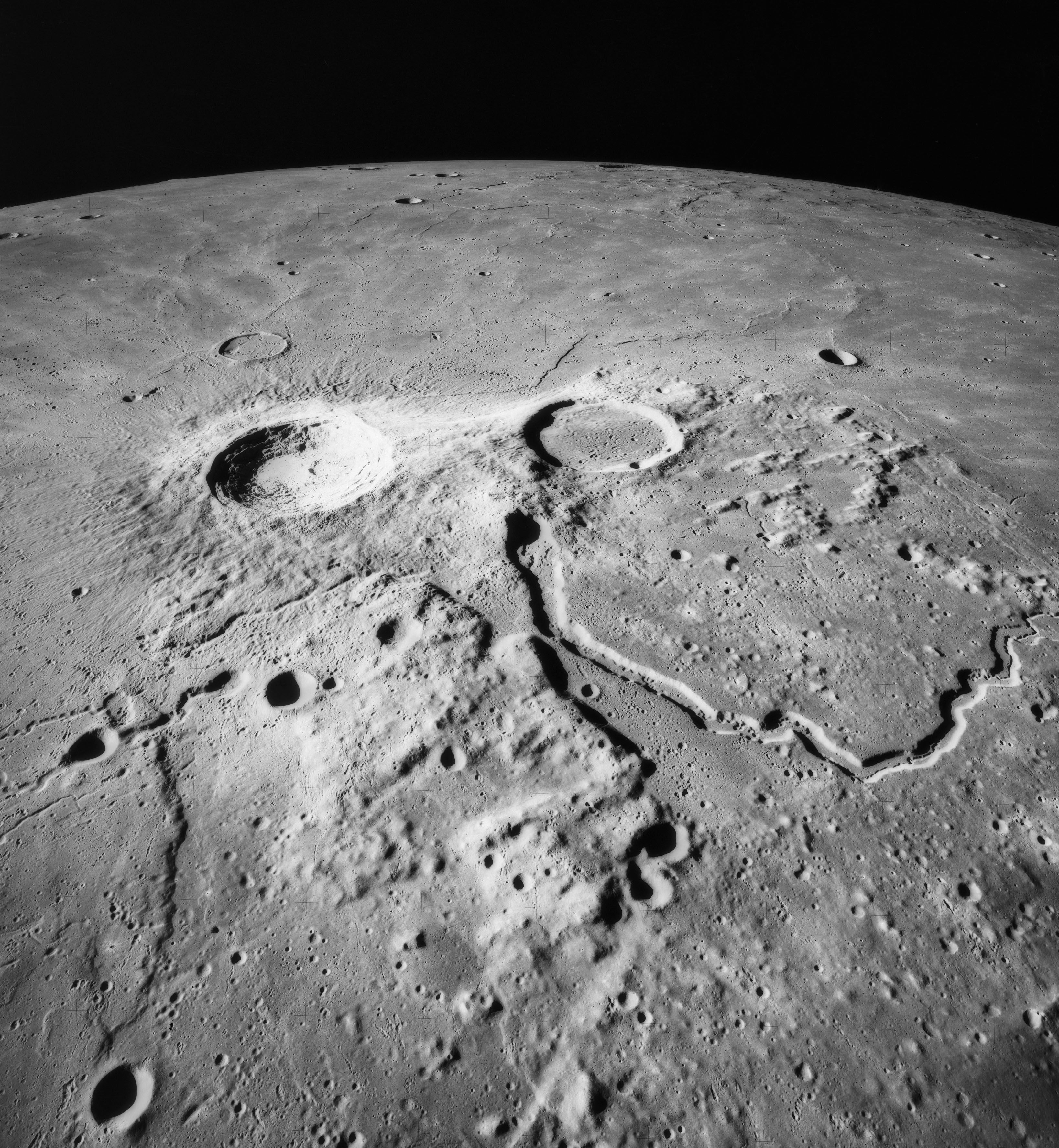
Serie di rima in prossimità del cratere Aristarchus.

Aristarco è situato su un elevato altopiano roccioso, conosciuto come altopiano di Aristarco, nel mezzo dell'Oceano delle tempeste, una grande pianura facente parte del mare lunare. Si tratta di un blocco crostale inclinato, di circa 200 km di lunghezza, che si innalza sul lato sud-est ad un'altitudine massima di circa 2 km sopra il livello del mare. Aristarco è situato subito ad est rispetto al cratere Herodotus e la Valle Schröteri e a sud di un sistema di rime sinuose chiamato Rime di Aristarco.
La ragione principale della luminosità del cratere è la sua giovane formazione, stimabile a circa 450 milioni di anni fa, cosicché il vento solare non ha ancora avuto tempo di imbrunirne il materiale scavato attraverso il fenomeno della climatizzazione spaziale. Pare che l'impatto abbia causato anche la formazione del cratere Copernicus, ma prima della comparsa di Tycho.
L'elemento più luminoso del cratere è il ripido picco centrale. Parti della superficie in fondo appaiono relativamente piatte, ma le fotografie scattate dal Lunar Orbiter 1 rivelano in realtà che essa è costellata da molte piccole colline, scanalature striate e altre fratture minori. Il cratere ha inoltre una sorta di muraglia esterna terrazzata, di forma irregolarmente poligonale e ricoperta da una coltre brillante di ejecta. Questi ultimi si estendono al di fuori del cratere formando una raggiera verso sud e sud-est, suggerendo che Aristarco fu formato molto probabilmente da un impatto obliquo proveniente da nord-est. Gli ejecta sono composti da materiale proveniente sia dal fondo del cratere che dal mare lunare.

## Telerilevamento

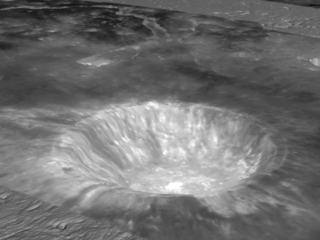
Immagine del cratere Aristarco e della zona circostante ripresi dalla sonda Clementine. L'immagine è stata inserita su una topografia simulata.

Nel 1911 il professor Robert W. Wood usò la ripresa all'ultravioletto per catturare le immagini della zona in cui è situato il cratere. Egli scoprì che l'altopiano presentava un aspetto anomalo nell'ultravioletto ed una zona a nord forniva indicazioni della presenza di un deposito di zolfo. Quest'area colorata è a volte indicata come "Wood's Spot".
Osservazioni spettroscopiche condotte dalla sonda Clementine furono utilizzate per costruire una mappa dei minerali presenti nel cratere. I dati indicarono che il picco centrale è formato da anortosite, un tipo di roccia magmatica che si raffredda lentamente, composta da feldspato plagioclasico. Per contrasto, la muraglia esterna è formata da troctolite, un minerale composto da plagioclasio e olivina in parti uguali.
Nel 2005 la regione comprendente il cratere Aristarco fu osservata dal telescopio spaziale Hubble nell'ambito di un progetto volto alla ricerca sul suolo lunare di ilmenite, un minerale di ferro e ossido di titanio ricco di ossigeno. Allo scopo furono effettuate misure di riferimento sui siti di atterraggio dell'Apollo 15 e dell'Apollo 17, dove la composizione chimica del suolo è conosciuta, misure che furono confrontate con quelle del cratere. L'Advanced Camera for Surveys (ACS) del telescopio spaziale fu utilizzata per prendere immagini del cratere in luce visibile e in ultravioletto; grazie ad esse i ricercatori stabilirono che Aristarco è particolarmente ricco di depositi di ilmenite che potenzialmente potrebbe essere utilizzato da futuri insediamenti lunari per estrarre ossigeno.

## Fenomeni lunari transitori
La regione dell'altopiano di Aristarco è conosciuta come un sito in cui sono stati rilevati molti fenomeni lunari transitori. Questo tipo di eventi si manifesta in vari modi, tra cui l'oscuramento e il cambiamento di colore della superficie lunare; una loro catalogazione mostra che più di un terzo degli eventi maggiormente attendibili proviene proprio da questo cratere. Nel 1971, quando l'Apollo 15 passò 110 km sopra l'altopiano di Aristarco, fu rilevato un significativo aumento dell'emissione di particelle alfa che si ipotizzò fosse dovuta al decadimento del radon 222, un gas radioattivo con un periodo di dimezzamento di soli 3,8 giorni. La sonda Lunar Prospector ha successivamente confermato questa ipotesi. L'osservazione di fenomeni transitori potrebbe essere spiegata sia da una lenta e impercettibile diffusione del radon sulla superficie del cratere, che da distinti eventi esplosivi.

## Crateri correlati

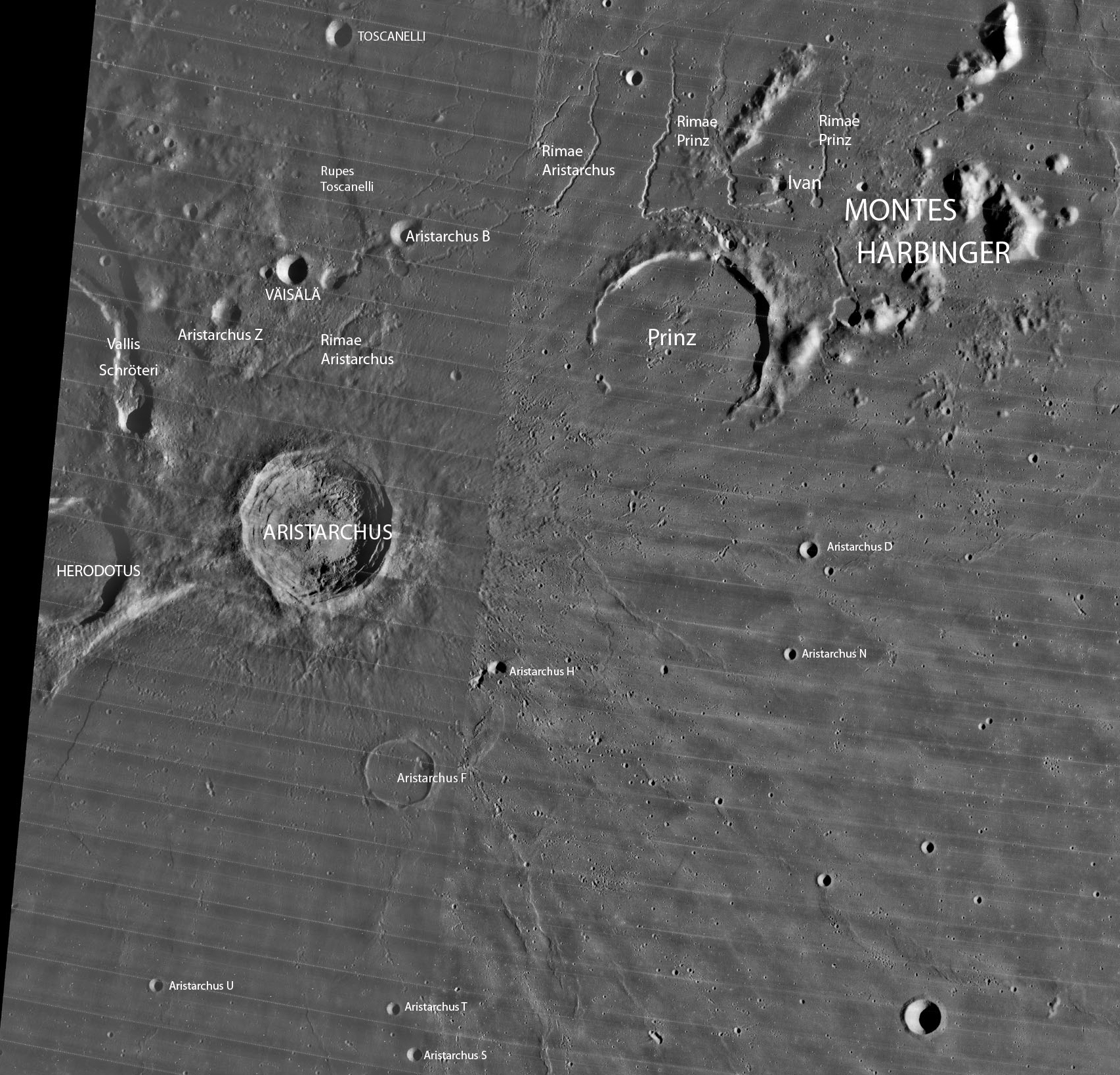
Immagine raffigurante Aristarco e crateri ad esso correlati.

Alcuni crateri minori situati in prossimità di Aristarchus sono convenzionalmente identificati, sulle mappe lunari, attraverso una lettera associata al nome.
| Aristarchus | Coordinate            | Diametro (in km) |
| ----------- | --------------------- | ---------------- |
| B           | 26°16′48″N 46°51′00″W | 6,95             |
| D           | 23°43′48″N 42°52′48″W | 4,65             |
| F           | 21°40′12″N 46°34′12″W | 17,6             |
| H           | 22°36′36″N 45°44′24″W | 4,43             |
| N           | 22°49′48″N 43°01′48″W | 3,14             |
| S           | 19°17′24″N 46°16′48″W | 3,8              |
| T           | 19°40′12″N 46°30′00″W | 3,33             |
| U           | 19°43′48″N 48°38′24″W | 3,45             |
| Z           | 25°29′24″N 48°29′24″W | 7,74             |

I seguenti crateri sono stati ridenominati dall'UAI:
- Aristarchus A — Vedi cratere Väisälä.
- Aristarchus C — Vedi cratere Toscanelli.